# 鷲尾真知子
鷲尾 真知子（わしお まちこ、1949年6月2日 - ）は、日本の女優・声優。神奈川県出身。シス・カンパニー所属。夫は俳優の中嶋しゅう。

## 来歴・人物
演劇誌『悲劇喜劇』で劇団NLTを知り、試験を受けて合格。精華学園女子高等学校（現・東海大学付属市原望洋高等学校）卒業後、1969年に劇団NLTに入団し、俳優活動をスタート。夢の遊眠社でも活動した。声優として『うる星やつら』のサクラ役が当たり役となる（舞台を見に来ていた斯波重治にスカウトされたという）。1989年、NLTを退団。2003年からの『大奥』では「大奥スリーアミーゴス（のうちの葛岡役）」が好評を得て、全シリーズに出演する。劇団NLTで出会い、1978年頃より交際していた中嶋しゅうとは25年以上におよぶ事実婚を経て結婚。互いの親族が続けて亡くなったことを機に、生命保険の保険金受取を考慮して婚姻届の提出を決めたという。2017年7月6日、中嶋が出演舞台の上演中に舞台上で急性大動脈解離を起こして意識を失い客席に転落。その後に救急搬送された病院で死去した。倒れた日は、明治座の『ふるあめりかに袖はぬらさじ』の初日の前日であったが、休演することなく役を務め上げた。休演日に執り行われた葬儀は鷲尾が喪主を務めた。

## 出演

### 舞台
- カゴツルベ（2009年） - お辰 役
- ULTRA PURE!（2010年） - 山小屋の管理人 役
- わが町（2011年） - ウェブ夫人 役
- 太陽に灼かれて（2011年7月 - 8月、天王洲 銀河劇場 他） - リディア 役
- アダムス・ファミリー（2014年） - グラニー・アダムス 役
- ヒストリーボーイズ（2014年8月29日 - 9月21日、世田谷パブリックシアター 他） - ドロシー 役
- おばこ/渡辺えり愛唱歌（2016年2月、三越劇場） - おかみ 役[8] ※ 2月6日より急病により休演。代役は泉関奈津子[9]。
- 鯨よ!私の手に乗れ（2017年、オフィス3○○） - 水島貴子 役
- ふるあめりかに袖はぬらさじ（2017年、明治座） - お咲 役
- おんなの家（2017年、明治座） - 咲枝 役
- The Beauty Queen of Leenane（2017年、シアター風姿花伝） - マグ 役
- シャンハイムーン（2018年、こまつ座&世田谷パブリックシアター） - みき 役
- 喜劇 有頂天団地（2018年、松竹）
- 現代能楽集X『幸福論』〜能「道成寺」「隅田川」より（2020年11月29日 - 12月20日、シアタートラム）[10]
- 友達（2021年9月3日 - 26日、新国立劇場 / 10月2日 - 10日、サンケイホールブリーゼ）
- ザ・ウェルキン（2022年7月7日 - 31日、シアターコクーン / 2022年8月3日 - 7日、森ノ宮ピロティホール）[11]※降板[12]

### テレビドラマ

#### NHK
- 大河ドラマ
  - 源義経（1966年） - くう
  - 竜馬がゆく（1968年） - きく
  - 独眼竜政宗（1987年） - 御佐子
  - 八代将軍吉宗（1995年） - 瀬川
  - 葵 徳川三代（2000年） - 安積覚兵衛
  - 花燃ゆ（2015年） - 潮
- 銀河テレビ小説
  - あなたに首ったけ（1983年） - 香子
  - 花丸銀平（1984年） - 服部弓子
- 連続テレビ小説
  - 澪つくし（1985年） - 馬場ツエ
  - 春よ、来い（1995年） - 矢野原智恵子
  - カムカムエヴリバディ（2021年） - 橘ひさ[13]
  - 虎に翼（2024年） - 大庭常[14]
- プリンプリン物語（1979年 - 1982年） - ワット博士 役
- マドンナは春風にのって（1990年）
- 存在の深き眠り（1996年） - 鶴田のぶ子
- 結婚泥棒（2002年） - 衣笠モヨ子
- 海図のない旅（2002年） - 浅見和枝
- 御宿かわせみ（2003年 - 2005年） - お吉
- ウォーカーズ〜迷子の大人たち（2006年） - 進藤和江
- クラシックミステリー 名曲探偵アマデウス（2009年） - 遠藤豆子
- そこをなんとか（2012年、NHK BSプレミアム） - 片桐成子
- 獄医立花登手控え（2016年） - きよ
- 捜査会議はリビングで!（2018年） - 花田道子
  - 捜査会議はリビングで おかわり!（2020年）
- ディア・ペイシェント〜絆のカルテ〜（2020年） - 浅沼知恵子
- すぐ死ぬんだから（2020年） - 清美
- 定年オヤジ改造計画（2022年 、NHK BSプレミアム、BS4K） -  律
- 生理のおじさんとその娘（2023年） - 桜川順子
- お別れホスピタル（2024年）[15]
- 舟を編む 〜私、辞書つくります〜（2024年） - 松本千鶴子[16]

#### 日本テレビ系
- でっかい青春 第27話・第29話（1968年）
- 猿飛佐助（1980年） - 高木
- 火曜サスペンス劇場
  - 「女監察医・室生亜季子」（1990年） - 飯田まち子 役
  - 「地方記者・立花陽介11 山陰出雲通信局」（1998年）
  - 「検事・霞夕子15 知らなかった」（2000年） - 上田昌江 役
- 長七郎江戸日記（1991年） - お安 役
- 子供が寝たあとで（1992年）
- ピーチな関係（1999年、読売テレビ） - 小清水孝枝 役
- 永遠の仔（2000年、読売テレビ） - 有沢弓子 役
- 億万長者と結婚する方法（2000年）
- 本家のヨメ（2001年、読売テレビ） - 高橋千鶴子 役
- サイコドクター（2001年） - 早瀬の母 役
- 探偵家族（2001年） - 手塚里美 役
- メッセージ〜言葉が裏切っていく〜（2003年、読売テレビ）
- ミス・マープルシリーズ（2006年） - キダ
- 名探偵コナン 工藤新一への挑戦状〜怪鳥伝説の謎〜（2011年、読売テレビ） - 土師とみ 役
- 高校生レストラン（2011年） - 坂本陽介の祖母 役
- 世界一難しい恋（2016年） - 高田潤子 役
- 家売るオンナ（2016年） - 雨宮智代 役
- ファーストペンギン!（2022年） - 磯田靖子 役

#### テレビ朝日系
- 怪奇ロマン劇場 第14話「白鷹」（1969年）
- 用心棒シリーズ 俺は用心棒（1969年）
  - 第16話「迎えに来る武士」 - 妙
  - 第23話「亡き父の怒り」 - お咲
- 天を斬る 第6話「桐の梢に」（1969年） - およう
- 鬼平犯科帳 第63話「女賊の恋」（1970年） - 女中 お常
- 燃えよ剣 第15話「わかれ雲」（1970年） - 美代
- 仮面ライダー 第39話（1971年） - 保母（早苗）[要出典]※放送当時、毎日放送はテレビ朝日系列。
- 世なおし奉行 第25話「悪のからくり」（1972年） - お里
- レインボーマン 第4話、第5話（1972年） - さくら
- 特別機動捜査隊 第594話「新しい女」（1973年） - 康子
- 特捜最前線
  - 第5話「行方不明の愛」(1977年）
- 必殺シリーズ（ABC / 松竹）
  - 江戸プロフェッショナル 必殺商売人 第20話「花嫁に迫る舅の横恋慕」（1978年） - おたき
  - 必殺橋掛人（1985年） - お藤
    - 第7話「湯島天神の紅梅を探ります」
    - 第12話「四谷の忍者寺を探ります」
    - 第13話「子連れ刺客の魔剣を探ります」[要出典]※ノンクレジット
- 半七捕物帳 第2話「刀傷 吉良の脇差」（1979年）
- あとは寝るだけ（1983年）
- 月曜ワイド劇場
  - 続・女性万引ガードマン（1984年）
- 外科医柊又三郎（1995年） - 鈴木峰子婦長
- 最高の食卓（1997年） - 大家
- TRICK（2003年） - 金井民代
- 愛と死をみつめて（2006年） - 神崎ユウ子
- 土曜ワイド劇場
  - 「怪人食いしんぼ フグで殺す」（1996年4月）
  - 「殺人披露宴」（1999年） - 山田竹子
  - 「事件」（2000年） - 西谷由紀江
  - 「人類学者・岬久美子の殺人鑑定」（2014年） - 鍋島時子
  - 「おかしな刑事」（2015年） - 藤原弘子
  - 「西村京太郎トラベルミステリー66」（2016年） - 古谷花江
  - 「ドクター彦次郎」（2016年 - ） - 後白河静子
  - 「検事・悪玉1」（2016年） - 篠原成美
  - 「新ヤメ検の女」（2016年、朝日放送） - 矢田部静恵
- おみやさん（2010年 - 2016年） - 福成すず（すず）
- 松本清張没後20年特別企画 ドラマスペシャル 波の塔（2012年） - たつえ
- 京都人情捜査ファイル（2015年） - 川原澄江
- 科捜研の女 第16シリーズ（2016年） - 樋口敬子
- 刑事7人 第4シリーズ 最終話（2018年） - 中澤皐月[17]
- 緊急取調室（2019年） - 樫村澄江
- おかしな刑事最終回! 大千秋楽スペシャル（2024年） - 佐々木良子[18][19]

#### TBS系
- おやじ太鼓 第一部、第11回（1968） - かおるの学友
- 青空にとび出せ!（1969）
  - 第21話「パンチョと恋の物語」
  - 第21話「あぁ、一千万円」- ミサ
- 大岡越前
  - 第1部 第12話「すっとび辰の片思い」（1970年）
- 顔で笑って（1973年）
- 淋しいのはお前だけじゃない（1982年）
- くれない族の反乱（1984年） - 原田みゆき
- うちの子にかぎって…（1984年） - 広瀬栞の母
- 親子ゲーム（1986年）
- 西田敏行の泣いてたまるか 最終話「大当たり・これっきり」（1987年）
- スタンドバイミー 〜気まぐれ白書〜（1987年） - 上田伸恵の母
- 3年B組金八先生
  - スペシャル6（1987年） - 西野雄也の母
  - 第3シリーズ（1988年） - 高峰英和の母
  - スペシャル8（1990年） - 青山先生
  - 第4シリーズ（1995年） - 日下信二の母
  - 第5シリーズ（1999年） - 日野敬太の母
- となりの女（1986年） - 佐知江
- 親子ウォーズ（1988年） - 下田春子 役
- 愛し方がわからない 第5話（1989年） - 金山花子 役
- 卒業（1990年）
- 金田一耕助の傑作推理 悪魔が来りて笛を吹く（1990年） - 松山節子
- ドラマ30
  - 風たちの遺言（1995年、中部日本放送） - ふとん
- まかせてダーリン（1998年） - 宮部すず
- ガッコの先生（2001年） - 小野寺美智子
- 月曜ミステリー劇場
  - 横山秀夫サスペンス 逆転の夏（2001年） - 串間節子
- それは、突然、嵐のように…（2004年） - 東海林京子
- 女子刑務所東三号棟（2008年） - 及川多恵子
- 佐々木夫妻の仁義なき戦い（2008年） - 小鹿力の妻
- 月曜ゴールデン
  - 大家だけが知っている! 〜幸多福子の下町事件簿〜（2010年） - 清水みつ子
  - 財務捜査官 雨宮瑠璃子（2012年） - 漆原久代
- 浪花少年探偵団（2012年） - ケーキ屋「ポンポン」主人
- ハンチョウ6〜警視庁安積班〜（2013年） - 江藤春子
- 確証〜警視庁捜査3課（2013年） - 上村早苗 役
- ホテルコンシェルジュ（2015年） - 朝比奈律子 役
- 凪のお暇（2019年） - 吉永志乃 役
- 妻、小学生になる。（2022年） - 和子 役

#### テレビ東京系
- 女殺し屋 花笠お竜（1969年）
- 大江戸捜査網
  - 第73話「血煙代官屋敷」（1972年） - おさき 役
  - 第151話「死を呼んだ花火地獄」（1974年） - 小紋 役
- 労働省ドラマ・スペシャル「味松亭の四姉妹」（1989年11月23日） - 岡田葵 役[20]
- 女と愛とミステリー
  - 「不倫調査員・片山由美3」（2002年） - 野川公江 役
  - 「湯けむり殺人案内 なんにも専務の名推理」（2003年1月） - 愛子 役
- 水曜ミステリー9
  - 「松本清張特別企画・強き蟻」（2006年） - 川本サキ 役
  - 「花実のない森」（2017年） - 山辺菊子 役
- 月曜プレミア8
  - 「警視庁強行犯係・樋口顕9」（2020年） - 遠藤昭江 役
  - 「内田康夫サスペンス 浅見光彦 軽井沢殺人事件」（2022年2月） - 岡小夜子 役
- 孤独のグルメ Season5 第6話（2015年11月7日） - 女将(みゆき) 役
- ユーチューバーに娘はやらん! 第5話（2022年） - 榎本優子 役
- ソロ活女子のススメ3 第9話（2023年) - 横浜中華街の広東料理店・店主役
- きのう何食べた? season2  第10話（2023年12月） - 矢吹峰子役

#### フジテレビ系
- ライオン奥様劇場
  - 「大奥の女たち」（1971年） - 奥女中・千加 役
  - 「ぼくどうしたらいいの」（1978年） - 山中キエ子 役
- お祭り銀次捕物帳（1972年）
- 新宿警察 第1話「新宿・24時」（1975年）
- ふしぎ犬トントン 第14話「ちょうだい!そのマイホーム」（1979年） - 茂子 役
- 時代劇スペシャル 仕掛人・藤枝梅安「梅安乱れ雲」（1983年、東宝 / CX） - おしま
- 夏樹静子サスペンス「遠い秘密」（1986年、関西テレビ）
- 再婚します。（1988年、東海テレビ）
- ビートたけしのつくり方（1993 - 1994年）
  - ミニドラマ「大家族主義」 - いそ子 役
  - ミニドラマ「堀切家の人々」 - いそ子 役
- 世界で一番パパが好き（1998年）
- 太陽がいっぱい（1998年、関西テレビ） - 松野トメ 役
- ショムニ（1998年） - 沢田美子 役
- タブロイド（1998年） - 山本釣子 役
- 救急ハート治療室（1999年、関西テレビ） - 一条玲子 役
- 金曜エンタテイメント
  - 「ほんとにあった怖い話」（1999年） - 「社内怪報」
  - 「音の犯罪捜査官・響奈津子」（2001年） - 佐和子
  - 「昼下がり 社宅奥様探偵団2」（2001年） - 吉原孝子 役
  - 「無医村に花は微笑む」（2006年） - 佐々木シヲ 役
- バスストップ（2000年） - 三上和枝 役
- ロケット・ボーイ（2001年） - 松井千鶴子 役
- 新・お水の花道（2001年） - 鈴木静子 役
- 忠臣蔵1/47（2001年） - 「たぬき」の女将 役
- 恋するトップレディ（2002年、関西テレビ） - 織原すみ子 役
- 赤ひげ（2002年） - おたけ 役
- 怪談百物語（2002年） - お吉 役
- 恋愛偏差値（2002年） - 寿育江 役
- ウエディングプランナー SWEETデリバリー（2002年） - 三井睦美 役
- ダイヤモンドガール（2003年） - 南條愛子 役
- あなたの隣に誰かいる（2003年） - 網川睦子 役
- 大奥（2003年 - 2005年） - 葛岡 役
- X'smap〜虎とライオンと五人の男〜（2004年）
- 怪談スペシャル（2005年） - お吉 役
- 救命病棟24時（2005年） - 須藤昌代 役
- 積木くずし（2005年） - 石塚智子 役
- 不信のとき〜ウーマン・ウォーズ〜（2006年） - 野上マチ子の叔母 役
- 仕掛人・藤枝梅安（2006年） - おせき 役
- スティング松岡 危機一髪!（2006年） - 石堂恵美 役
- 太郎と次郎〜反省ザルとボクの夢〜（2007年） - よし江 役
- 島根の弁護士（2007年） - 事務員・絹代 役
- 裸の大将〜放浪の虫が動き出したので〜（2007年） - 晴子
- 山おんな壁おんな（2007年）
- 鹿男あをによし（2008年） - 福原房江 役
- リアル・クローズ（2009年、関西テレビ） - 山内由美 役
- 婚カツ!（2009年） - 及川知子 役
- フリーター、家を買う。（2010年） - 永田則子 役
- リッチマン、プアウーマン（2012年） - 夏井歌子 役
- 東野圭吾ミステリーズ「白い凶器」（2012年） - 女医
- 金曜プレステージ
  - 「赤い霊柩車シリーズ」（2012年） - 木田民子 役
- ちびまる子ちゃん（2013年） - さくらこたけ 役
- 天誅〜闇の仕置人〜（2014年） - 三平弥生 役
- 新ナニワ金融道（2015年） - 小骨敏江 役
- 櫻子さんの足下には死体が埋まっている（2017年） - 沢梅 役
- グランマの憂鬱（2023年） - イシ 役
- ばらかもん（2023年） - 野村ヤス 役

#### その他
- くろねこルーシー（2012年） - 鴨志田幸子
- 人質の朗読会（2014年、WOWOW） - 倉木祥子

### バラエティ番組
- ビートたけしのつくり方「大家族主義」「堀切家の人々」- いそ子 役（1993年）
- お笑いV6病棟!（2000年 - 2001年、フジテレビ）

### 映画
- の・ようなもの（1981年） - おばさんディレクター
- 紅い眼鏡（1986年） - 鷲尾みどり
- 極道渡世の素敵な面々（1988年） - 村井医師
- 善人の条件（1989年） - れい子
- さよなら、こんにちは（1990年） - 今野和江
- 黒い家（1999年） - 波多野医師
- リリイ・シュシュのすべて（2001年） - パーマ屋のおばさん
- 千年の恋 ひかる源氏物語（2001年） - 末摘花
- 虹の女神（2006年） - 森川千鶴の母
- 手紙（2006年） - 食堂のおばちゃん
- 大奥（2006年） - 葛岡（奥女中）
- 転々（2007年） - 愛玉子店のおばさん
- グーグーだって猫である（2008年） - 占い師の老婆
- ホットロード（2014年） - おばさま先生
- おらおらでひとりいぐも（2020年11月6日） - 図書館の司書 役
- 劇場版「きのう何食べた?」（2021年11月3日） - 矢吹峰子
- 仕掛人・藤枝梅安（2023年2月3日） - おだい
- シェアの法則（2023年10月14日） - 岩井富子[21]
- 光はどこにある（2024年6月14日） ※短編映画

### テレビアニメ
- うる星やつら（1981 - 1986年） - サクラ
- 新グリム名作劇場（1988年） - 魔法使い

### OVA
- うる星やつらシリーズ - サクラ
  - うる星やつら 了子の9月のお茶会（1985年）
  - うる星やつら 夢の仕掛人 因幡くん登場! ラムの未来はどうなるっちゃ!?（1987年）
  - うる星やつら 怒れシャーベット（1988年）
  - うる星やつら 月に吠える（1989年）
  - うる星やつら ヤギさんとチーズ（1989年）
  - うる星やつら ハートをつかめ（1989年）
  - うる星やつら 乙女ばしかの恐怖（1991年）
  - うる星やつら 霊魂とデート（1991年）
  - うる星やつら ザ・障害物水泳大会（2010年）
- 御先祖様万々歳!（1989年 - 1990年） - 四方田多美子

### 劇場アニメ
- うる星やつら オンリー・ユー（1983年） - サクラ
- うる星やつら2 ビューティフル・ドリーマー（1984年） - サクラ[22]
- うる星やつら3 リメンバー・マイ・ラブ（1985年） - サクラ
- うる星やつら4 ラム・ザ・フォーエバー（1986年） - サクラ
- 天空の城ラピュタ（1986年） - おかみさん（ダッフィの妻）[23]
- うる星やつら 完結篇（1988年） - サクラ
- となりのトトロ（1988年） - 学校の先生（森山玲子）[24]
- MAROKO 麿子（1990年） - 四方田多美子[25]
- うる星やつら いつだってマイ・ダーリン（1991年） - サクラ
- グスコーブドリの伝記（1994年） - おかみさん

### ゲーム
- うる星やつら STAY WITH YOU（1990年） - サクラ
- うる星やつら 〜ディア マイ フレンズ〜（1994年） - サクラ

### 吹き替え
- 続エマニエル夫人（イングリッド〈カロリーヌ・ロランス〉）※東京12ch版
- フランス軍中尉の女（エルネスティナ〈リンジ―・バクスター〉）※TBS版
- マックイーンの絶対の危機（ジェーン・マーティン〈アニタ・コルシオ〉）※フジテレビ版

### 人形劇
- プリンプリン物語（1979年 - 1982年） - ワット博士

### CM
- ロート製薬（1999年）
- ワタミ（2012年）

## 関連する人物
『大奥』奥女中トリオ（大奥スリーアミーゴス）
- 久保田磨希
- 山口香緒里